# Stijena Visibaba
Stijena Visibaba jedinstvena je samostojeća vapnenačka stijena koja se nalazi u selu Bjelsko blizu Ogulina. Neposredno je uz cestu Ogulin-Jasenak.
Stijena je visoka 7 metara i kruškolikog je oblika. Prema dnu se sužava i stoji na tankoj stijeni u podnožju.
Od 1966. godine zaštićena je kao geomorfološki spomenik prirode.

## Vanjske poveznice
- Boris Pecigoš, Vjetar i magla[neaktivna poveznica]
- Protectplanet.net - Visibaba - solitarna stijena  Arhivirana inačica izvorne stranice od 30. rujna 2015. (Wayback Machine)